# 指扇站

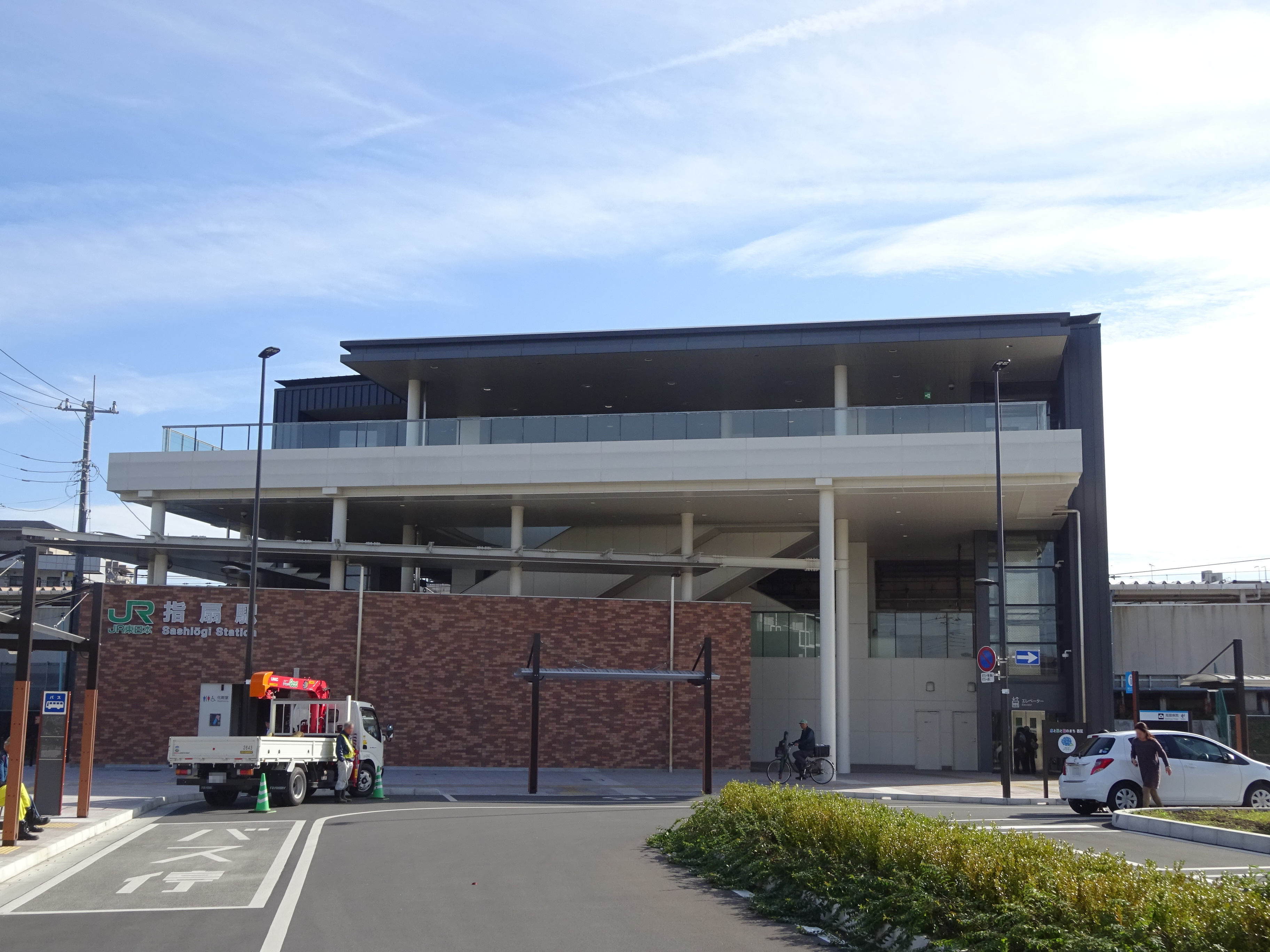
北口（2015年11月）

指扇站（日语：／ Sashiōgi eki */?）是位於埼玉縣埼玉市西區，屬於東日本旅客鐵道（JR東日本）川越線的鐵路車站。

## 車站構造
本站是地面車站，月台採用對向式月台2面2線的設計。本站原設有綠色窗口，但已於2007年10月31日關閉，由對號座位專用售票機取代。
由於受川越車輛中心列車出廠行駛方向限制，早上大部分列車班次均以本站為起點。與埼京線相互直通運行的初期，晚間大部分將要回廠的列車均已本站為終點站，但現時均已改為以川越站為終點站。

### 月台配置
| 月台 | 路線          | 目的地                             |
| ---- | ------------- | ---------------------------------- |
| 1    | ■川越線       | 川越、高麗川方向                   |
| 2    | ■川越、埼京線 | 大宮、池袋、新宿、大崎、臨海線方向 |

（來源：JR東日本:車站構內圖 （页面存档备份，存于））

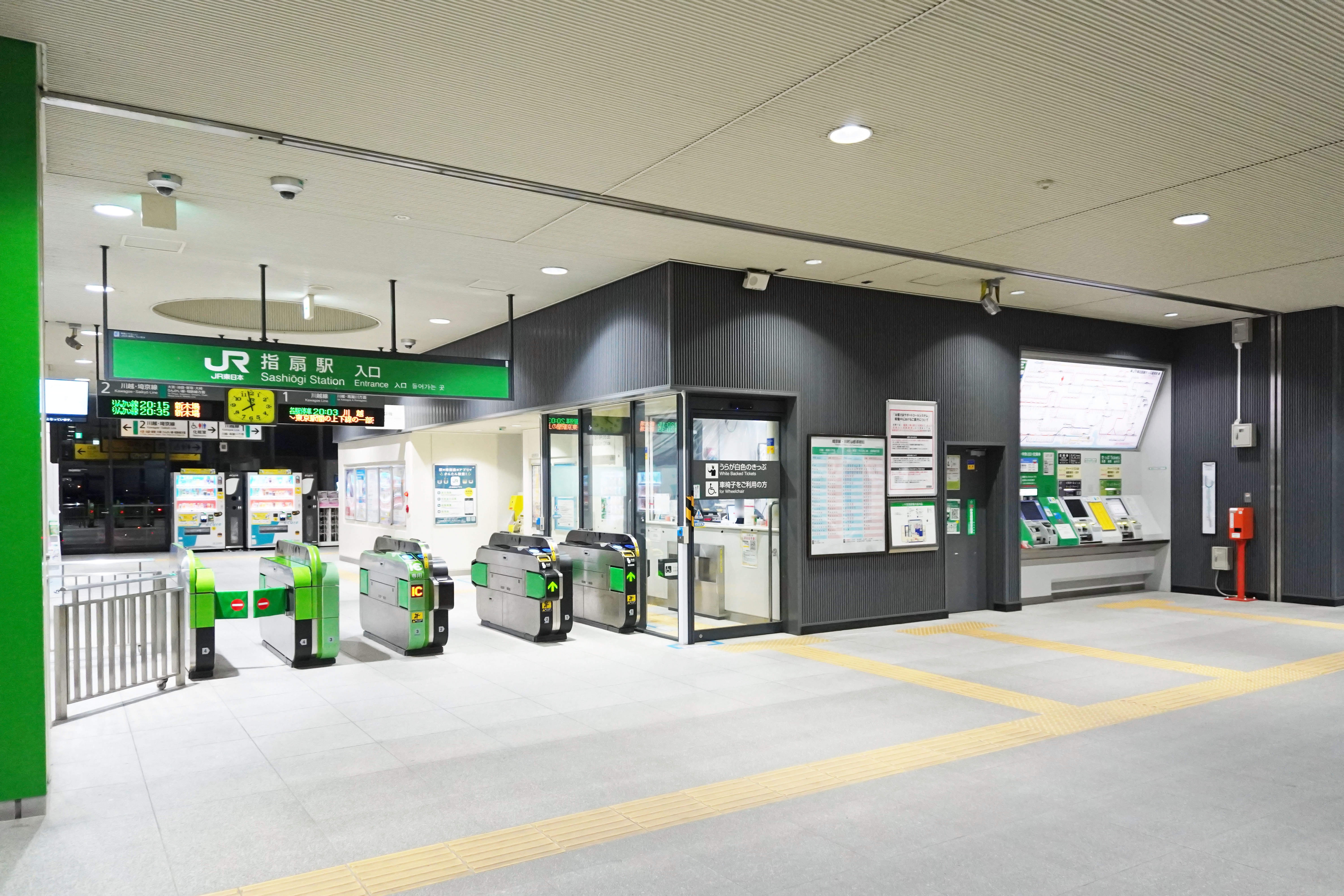
驗票閘口（2023年1月）
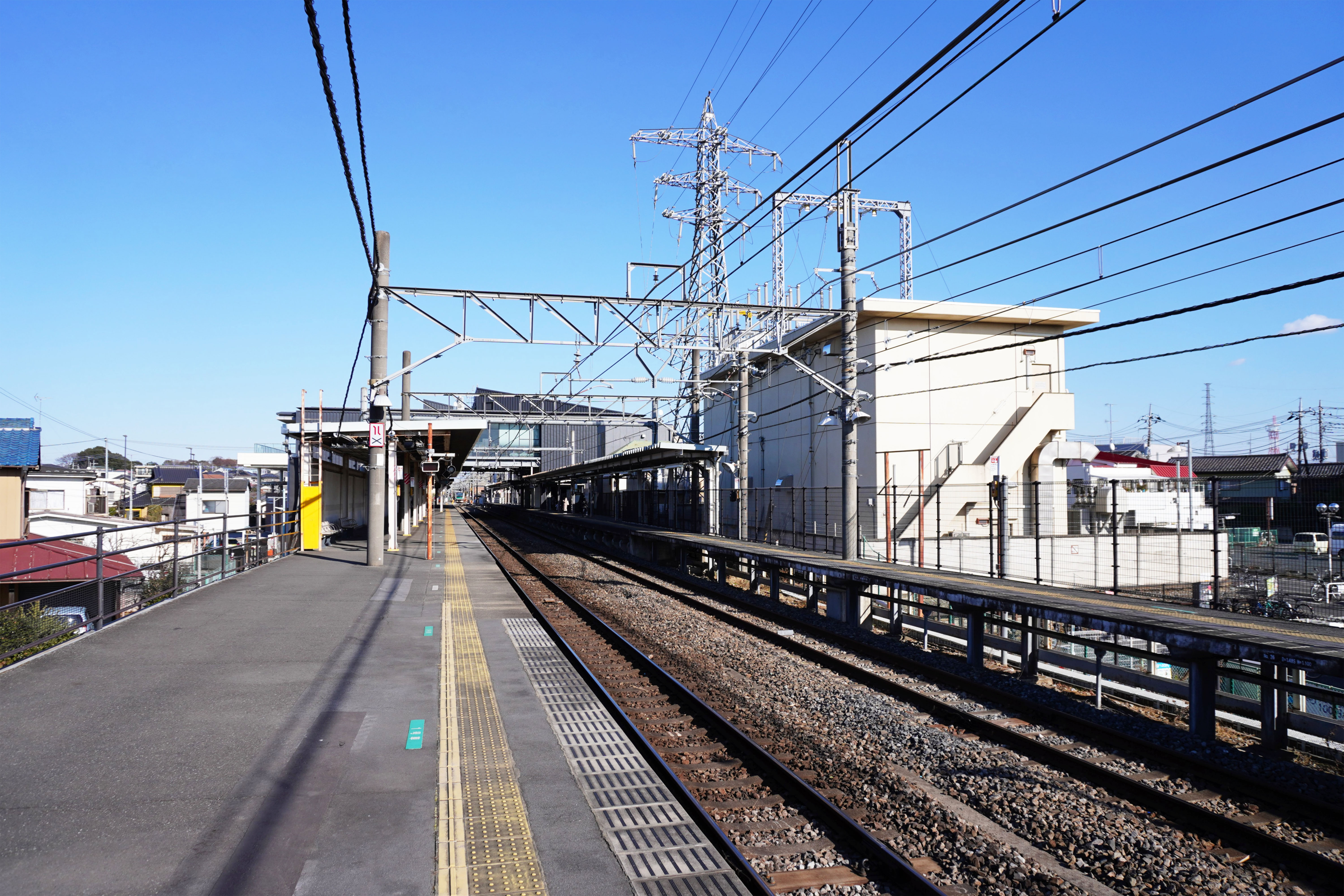
月台（2023年1月）

## 使用情況
2019年（令和元年）度的1日平均上車人次為10,761人。
| 年度               | 1日平均 上車人次 | 來源     |
| ------------------ | ---------------- | -------- |
| 1987年（昭和62年） | 12,580           |          |
| 1988年（昭和63年） | 13,598           |          |
| 1989年（平成元年） | 14,611           |          |
| 1990年（平成02年） | 15,801           |          |
| 1991年（平成03年） | 16,297           |          |
| 1992年（平成04年） | 16,572           |          |
| 1993年（平成05年） | 16,467           |          |
| 1994年（平成06年） | 16,864           |          |
| 1995年（平成07年） | 17,061           |          |
| 1996年（平成08年） | 16,862           |          |
| 1997年（平成09年） | 16,068           |          |
| 1998年（平成10年） | 15,453           |          |
| 1999年（平成11年） | 15,475           | [ * 1 ]  |
| 2000年（平成12年） | 15,393           | [ * 2 ]  |
| 2001年（平成13年） | 15,431           | [ * 3 ]  |
| 2002年（平成14年） | 15,166           | [ * 4 ]  |
| 2003年（平成15年） | 14,990           | [ * 5 ]  |
| 2004年（平成16年） | 14,851           | [ * 6 ]  |
| 2005年（平成17年） | 14,856           | [ * 7 ]  |
| 2006年（平成18年） | 14,888           | [ * 8 ]  |
| 2007年（平成19年） | 15,072           | [ * 9 ]  |
| 2008年（平成20年） | 15,049           | [ * 10 ] |
| 2009年（平成21年） | 12,193           | [ * 11 ] |
| 2010年（平成22年） | 11,703           | [ * 12 ] |
| 2011年（平成23年） | 11,264           | [ * 13 ] |
| 2012年（平成24年） | 11,143           | [ * 14 ] |
| 2013年（平成25年） | 11,098           | [ * 15 ] |
| 2014年（平成26年） | 10,848           | [ * 16 ] |
| 2015年（平成27年） | 11,108           | [ * 17 ] |
| 2016年（平成28年） | 11,122           | [ * 18 ] |
| 2017年（平成29年） | 11,154           | [ * 19 ] |
| 2018年（平成30年） | 11,034           | [ * 20 ] |
| 2019年（令和元年） | 10,761           |          |

## 历史
- 1940年（昭和15年）7月22日－本站開業。
- 1985年（昭和60年）9月30日－川越線完成電氣化，川越至大宮段開始與埼京線相互直通運行。
- 1987年（昭和62年）4月1日－國鐵分割民營化，本站由JR東日本接手管理。
- 2001年（平成13年）11月18日－智能卡系統Suica正式投入服務。
- 2007年（平成19年）10月31日－本站的綠色窗口停業，以對號座位專用售票機取代。

## 相鄰車站
東日本旅客鐵道
■川越線
■通勤快速、■快速、■各站停車（全部列車於川越線內均為各站停車）
西大宮－指扇－南古谷

### 使用情況
1. ↑  埼玉県. . 埼玉県.   [2020-05-20]. （原始内容存档于2017-07-29） （日语）.
2. ↑  . www.city.saitama.jp.   [2020-05-20]. （原始内容存档于2021-01-01）.
3. ↑  . www.city.saitama.jp.   [2020-05-20]. （原始内容存档于2021-01-22）.

JR東日本2000年度以後上車人次
1. ↑  各駅の乗車人員（2000年度） （页面存档备份，存于） - JR東日本
2. ↑  各駅の乗車人員（2001年度） （页面存档备份，存于） - JR東日本
3. ↑  各駅の乗車人員（2002年度） （页面存档备份，存于） - JR東日本
4. ↑  各駅の乗車人員（2003年度） （页面存档备份，存于） - JR東日本
5. ↑  各駅の乗車人員（2004年度） （页面存档备份，存于） - JR東日本
6. ↑  各駅の乗車人員（2005年度） （页面存档备份，存于） - JR東日本
7. ↑  各駅の乗車人員（2006年度） （页面存档备份，存于） - JR東日本
8. ↑  各駅の乗車人員（2007年度） （页面存档备份，存于） - JR東日本
9. ↑  各駅の乗車人員（2008年度） （页面存档备份，存于） - JR東日本
10. ↑  各駅の乗車人員（2009年度） （页面存档备份，存于） - JR東日本
11. ↑  各駅の乗車人員（2010年度） （页面存档备份，存于） - JR東日本
12. ↑  各駅の乗車人員（2011年度） （页面存档备份，存于） - JR東日本
13. ↑  各駅の乗車人員（2012年度） （页面存档备份，存于） - JR東日本
14. ↑  各駅の乗車人員（2013年度） （页面存档备份，存于） - JR東日本
15. ↑  各駅の乗車人員（2014年度） （页面存档备份，存于） - JR東日本
16. ↑  各駅の乗車人員（2015年度） （页面存档备份，存于） - JR東日本
17. ↑  各駅の乗車人員（2016年度） （页面存档备份，存于） - JR東日本
18. ↑  各駅の乗車人員（2017年度） （页面存档备份，存于） - JR東日本
19. ↑  各駅の乗車人員（2018年度） （页面存档备份，存于） - JR東日本
20. ↑  各駅の乗車人員（2019年度） （页面存档备份，存于） - JR東日本

埼玉縣統計年鑑
1. ↑  .   [2020-07-27]. （原始内容存档于2020-02-02）.
2. ↑  .   [2020-07-27]. （原始内容存档于2020-02-02）.
3. ↑  .   [2020-07-27]. （原始内容存档于2020-02-02）.
4. ↑  .   [2020-07-27]. （原始内容存档于2020-02-02）.
5. ↑  .   [2020-07-27]. （原始内容存档于2020-02-02）.
6. ↑  .   [2020-07-27]. （原始内容存档于2020-02-02）.
7. ↑  .   [2020-07-27]. （原始内容存档于2020-02-02）.
8. ↑  .   [2020-07-27]. （原始内容存档于2020-02-02）.
9. ↑  .   [2020-07-27]. （原始内容存档于2020-02-02）.
10. ↑  .   [2020-07-27]. （原始内容存档于2020-02-02）.
11. ↑  .   [2020-07-27]. （原始内容存档于2020-02-02）.
12. ↑  .   [2020-07-27]. （原始内容存档于2020-02-02）.
13. ↑  .   [2020-07-27]. （原始内容存档于2020-02-02）.
14. ↑  .   [2020-07-27]. （原始内容存档于2020-02-02）.
15. ↑  .   [2020-07-27]. （原始内容存档于2020-02-02）.
16. ↑  .   [2020-07-27]. （原始内容存档于2020-02-02）.
17. ↑  .   [2020-07-27]. （原始内容存档于2020-02-02）.
18. ↑  .   [2020-07-27]. （原始内容存档于2020-02-02）.
19. ↑  .   [2020-07-27]. （原始内容存档于2020-02-02）.
20. ↑  .   [2020-07-27]. （原始内容存档于2020-03-18）.

## 外部連結
- 車站資訊（指扇）：東日本旅客鐵道

35°55′1.2504″N 139°33′54.3636″E / 35.917014000°N 139.565101000°E